# هاینز پلیسکا
هاینز پلیسکا (انگلیسی: Heinz Pliska؛ زادهٔ ۲۳ اکتبر ۱۹۴۱) بازیکن فوتبال اهل آلمان است.
از باشگاه‌هایی که در آن بازی کرده‌است می‌توان به باشگاه فوتبال شالکه ۰۴ اشاره کرد.